# Tabidia craterodes
Tabidia craterodes is een vlinder van de familie van de grasmotten (Crambidae). De wetenschappelijke naam van deze soort is voor het eerst voorgesteld door Edward Meyrick in een publicatie uit 1894.
De soort is ontdekt op het Indonesisch eilandje Pulo Laut ten zuidoosten van Borneo.